# Haritz Orbe
Haritz Orbe Urrutia (Guernica, 18 de julio de 1991) es un ciclista español. 

## Trayectoria
Debutó como profesional con el equipo Orbea Continental en la temporada 2012. Fue convocado varias veces por la selección española sub-23, llegando a correr el Tour del Porvenir. 
En 2013 tuvo una temporada destacada, al mostrarse muy combativo y metiéndose en gran cantidad de escapadas. Su mejor resultado fue la consecución del segundo puesto en la Vuelta a la Comunidad de Madrid sub-23.

## Palmarés
No ha conseguido victorias como profesional.

## Equipos
- Orbea/Euskadi (2012-2014)
  - Orbea Continental (2012)
  - Euskadi (2013-2014)
- Murias Taldea (2015)